# سعيد الفيحاني
سعيد محمد الفيحاني (ولد في 23 مارس 1960 في المحرق) دبلوماسي وسياسي بحريني.

## النشأة والتعليم
ولد الفيحاني في 23 مارس 1960 في المحرق في مملكة البحرين. ينتمي إلى قبيلة سبيع العدنانية.
حصل على شهادة الثانوية العامة في عام 1976. ثم حصل على شهادة بكالوريوس علوم سياسية من جامعة كونكورديا في كندا في عام 1981. ثم حصل على ماجستير علوم سياسية من جامعة أوهايو في الولايات المتحدة في عام 1983.

## السيرة المهنية
بدأ العمل في وزارة الخارجية عام 1983 بوظيفة سكرتير ثانٍ. ثم عين في وظيفة نائب قنصل بقنصلية البحرين العامة في جنيف بالإضافة إلى عمله كسكرتير ثانٍ من 1985 إلى 1988. ترقى إلى سكرتير أول في بعثة البحرين لدى الأمم المتحدة في نيويورك من 1988 إلى 1994. ترقى إلى قنصل البحرين في نيويورك من 1993 إلى 1994. تم تعيينه سكرتير أول في مكتب وزير الخارجية (محمد بن مبارك بن حمد آل خليفة) في وزارة الخارجية من 1995 إلى 1998. تم تعيينه مستشار في مكتب وزير الخارجية في عام 1999.
بعد تولي الملك حمد الحكم في البحرين تم تعيينه قنصل عام البحرين لدى سويسرا ومندوب مملكة البحرين الدائم لدى مكتب الأمم المتحدة في جنيف ومندوب البحرين الدائم لدى منظمة التجارة العالمية من 2001 إلى 2005. عُيِّن وكيلاً لحقوق الإنسان بوزارة حقوق الإنسان والتنمية الاجتماعية في عام 2011. انتخب رئيساً للدورة الخامسة عشرة للفريق العامل المعني بالبلاغات والشكاوى التابع إلى مجلس حقوق الإنسان التابع للأمم المتحدة في عام 2014. انتخب نائباً لرئيس اللجنة الاستشارية بمجلس حقوق الإنسان بجنيف في دورتها الرابعة عشرة في عام 2015. في عام 2017 صدر مرسوم ملكي بتنحيته من رئاسة المؤسسة الوطنية لحقوق الإنسان وتعيينه في منصب عام هو سفير في الديوان العام لوزارة الخارجية. وذكر معهد الخليج للديمقراطية وحقوق الإنسان أن سبب العزل يعود إلى فشل الفيحاني في إدارة ملف حقوق الإنسان عبر برامج دعائية وحملات علاقات عامة.

### احتجاجات 2011
قامت في البحرين احتجاجات كانت سلمية في البداية ثم تحولت إلى احتجاجات تخريبية ومطالبة لاسقاط النظام الملكي في البحرين في فبراير ومارس 2011. وكان مجموعة من الأطباء وطاقم التمريض قد احتلوا مستشفى السلمانية خلال هذه الفترة وأداروه بطريقة مذهبية مما جعل السلطات البحرينية تقبض على الذين شاركوا في هذا العمل والذين بلغ عددهم 20 شخص من الطاقم الطبي (أطباء وممرضون ومسعفون) وتحويلهم للمحاكمة. وعندما كان الفيحاني يشغل منصب وكيل حقوق الإنسان في وزارة حقوق الإنسان والتنمية الاجتماعية أصدر تصريح في أكتوبر 2011 لوكالة الأنباء الكويتية: «إن المحاكمات كانت واضحة ونزيهة وشفافة وحضرها ممثلو منظمات غير حكومية من خارج البحرين».